# 동일본 대지진의 물적 피해
동일본 대지진의 물적 피해 문서에서는 도호쿠 지방 태평양 해역 지진으로 일어난 동일본대진재로 각종 시설이 파손된 사례를 작성한다.

## 정부의 추계피해액
2011년 6월 24일 일본 내각부는 막대한 피해로 완벽한 전체 피해 상황을 파악할 수는 없으나 복구 및 부흥 논의 참고를 위해 실제량(건축물, 중요 인프라, 사회기반시설 등)의 추계피해액을 발표하였다. 이 추계에는 후쿠시마 제1 원자력 발전소 사고로 인한 피해액은 포함하지 않는다.
| 항목                 | 추계피해액        | 항목 내역                                                                 |
| -------------------- | ----------------- | ------------------------------------------------------------------------- |
| 건축물 등            | 약 10조 4000억 엔 | 주택, 점포, 사무실, 공장, 기계시설 등                                     |
| 중요 인프라          | 약 1조 3000억 엔  | 수도, 가스, 전기, 통신, 방송시설 등                                       |
| 사회기반시설         | 약 2조 2000억 엔  | 하천, 도로, 항만, 하수도, 공항 등                                         |
| 농림수산업 관계 시설 | 약 1조 9000억 엔  | 농지, 농업용 시설, 임야, 수산업 관련 시설 등                              |
| 기타                 | 약 1조 1000억 엔  | 교육 시설, 보건의료 및 복지 관련 시설, 폐기물 처리 시설, 기타 공공시설 등 |
| 총 합                | 약 16조 9000억 엔 |                                                                           |

국토교통성이 한신-아와지 대진재 당시 매긴 추계피해액은 약 9조 6천억 엔이다.

## 산업 시설

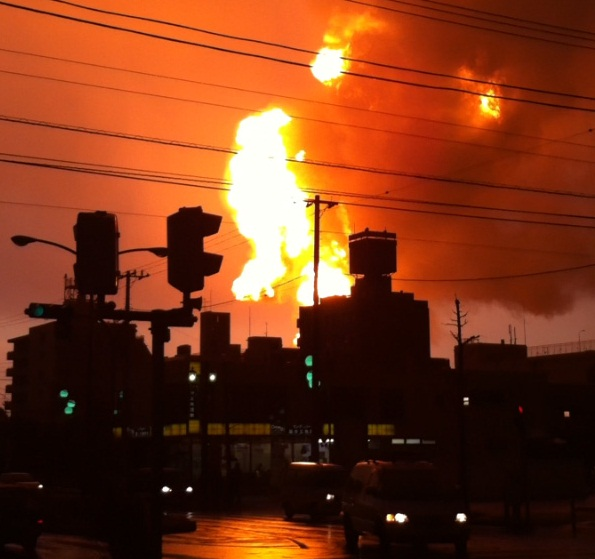
불타는 제유소. (2011년 3월 11일, 지바현 이치하라시)

이와테현에서 지바현 사이 태평양 연안 지역의 많은 정유소와 공장이 피해를 입어 산업에 광범위한 영향을 미쳤다.
- 지바현 이치하라시에 있는 코스모 석유 지바제유소에 있는 고압가스탱크가 떨어져 내려가 아래에 있던 가스관이 파열되어 폭발하였고 화재가 일어났다.[3] 화재 발생 10일 후인 21일에야 화재를 진압하였는데 가스탱크 25개 중 13개가 완전히 소실되었다.[4] 이 화재로 인부 6명이 부상을 입었고 이 중 한명은 중상자였다.[5] 한때 이 화재에 대한 데마고기가 퍼지기도 했다.

- 미야기현 센다이시에 있는 JXTG 에너지의 JXTG 에너지 센다이 제유소의 육로 출하 설비에 화재가 일어났다.[6]

- 이와테현 구지시에 있는 독립행정법인 석유천연가스·금속광물자원기구(일본 지하석유비축주식회사) 소유의 구지 국가석유비축기지의 지상설비가 완전히 파괴되어 비축한 원유 이용이 불가능해졌다. 지하 암반에 있던 원유 약 170 kL에는 타격이 없었다.[7] 2013년 3월 말 지상 설비 복구가 완료되었고 2014년 4월 말에는 쓰나미 대책 공사도 끝나면서 모든 복구가 완료되었다.[8]

- 이바라키현 가시마시에 있는 스미토모 금속공업의 가시마 제철소의 가스 홀더에서 화재가 발생했다.[9]

## 관공서
도호쿠, 간토, 홋카이도, 주부 지방 등 일본 각지에서 총 370개 관공서가 피해를 입었다. 피해 총액에 대해서는 집계가 없으며, 주요 시설의 피해는 아래 표와 같다.
| 소재지         | 시설명                          | 업무재개일                     | 피해                                         |
| -------------- | ------------------------------- | ------------------------------ | -------------------------------------------- |
| 미야코시       | 미야코 시청                     | 3월 25일                       | 1층 부분침수                                 |
| 가마이시시     | 가마이시 시청                   | 10월 1일                       | 1층, 지하층 침수 및 송전설비 피해            |
| 오쓰치정       | 오쓰치 정사무소                 | 인접 지역으로 이전             | 완전 붕괴, 사망자 다수                       |
| 리쿠젠타카타시 | 리쿠젠타카타 시청               | 이전                           | 완전 붕괴, 사망자 다수                       |
| 기타카미시     | 기타카미 시청                   | 휴업 없음                      | 급수 및 공조 설비 피해                       |
| 도노시         | 도노 시청                       | 이전                           | 완전 붕괴                                    |
| 미나미산리쿠정 | 미나미산리쿠 정사무소           | 이전                           | 완전 붕괴, 사망자 다수                       |
| 오나가와정     | 오나가와 정사무소               | 이전                           | 완전 붕괴                                    |
| 이시노마키시   | 이시노마키 시청                 | 수일 후                        | 1층 부분이 수 일간 침수                      |
| 이시노마키시   | 이시노마키 시청 호쿠조 종합지소 | 이전                           | 완전 붕괴, 사망자 다수                       |
| 이시노마키시   | 이시노마키 시청 오가치 종합지소 | 이전                           | 완전 붕괴                                    |
| 와타리정       | 와타리 정사무소                 | 인접 지역으로 이전             | 건물 주요 기둥 손상, 사용 불가               |
| 야마모토정     | 야마모토 정사무소               | 건물 주요 기둥 손상, 사용 불가 |                                              |
| 후쿠시마시     | 후쿠시마현청 동분청사           | 일부 이전                      | 건물 주요 기둥 손상, 사용 불가               |
| 고리야마시     | 고리야마 합동청사 북분청사      | 일부 이전                      | 건물 주요 기둥 손상, 사용 불가               |
| 고리야마시     | 고리야마 시청                   | 미정                           | 건물 주요 기둥 손상, 일부 붕괴로 사망자 발생 |
| 구니미정       | 구니미 정사무소                 | 이전                           | 지반 액상화로 인해 사용 불가                 |
| 스카가와시     | 스카가와 시청                   | 이전                           | 건물 주요 기둥 손상, 사용 불가               |
| 후타바정       | 후타바 정사무소                 | 이전                           | 원전 사고 지역                               |
| 오쿠마정       | 오쿠마 정사무소                 | 이전                           | 원전 사고 지역                               |
| 도미오카정     | 도미오카 정사무소               | 이전                           | 원전 사고 지역                               |
| 나라하정       | 나라하 정사무소                 | 이전                           | 원전 사고 지역                               |
| 이타테촌       | 이타테 촌사무소                 | 이전                           | 원전 사고 지역                               |
| 가쓰라오촌     | 가쓰라오 촌사무소               | 이전                           | 원전 사고 지역                               |
| 히로노정       | 히로노 정사무소                 | 2012년 3월 1일                 | 원전 사고 지역                               |
| 가와우치촌     | 가와우치 촌사무소               | 2012년 4월 1일                 | 원전 사고 지역                               |
| 미토시         | 미토 시청                       | 재건축 중                      | 건물 주요 기둥 손상, 사용 불가               |
| 다카하기시     | 다카하기 시청                   | 이전                           | 건물 주요 기둥 손상, 사용 불가               |
| 가사마시       | 가사마 시청 가사마 지소         | 이전                           | 건물 주요 기둥 손상, 사용 불가               |
| 사노시         | 사노 시청                       | 이전                           | 건물 주요 기둥 손상, 사용 불가               |
| 오타와라시     | 오타와라 시청                   | 재건축 중                      | 건물 주요 기둥 손상, 사용 불가               |
| 가스미가우라시 | 가스미가우라 시청 지요다 청사   | 이전                           | 건물 주요 기둥 손상, 사용 불가               |
| 히타치시       | 히타치 시청                     | 일부 이전                      | 건물 주요 기둥 손상, 3층 이상 사용 불가      |
| 지치부시       | 지치부 시청                     | 재건축 중                      | 건물 주요 기둥 손상, 사용 불가               |
| 나라시노시     | 나라시노 시청                   | 이전                           | 건물 주요 기둥 손상, 사용 불가               |
| 고토구         | 국토교통성 오오미 종합청사      | 휴업 없음                      | 7층에서 화재 발생                            |

## 공공 시설
본진의 진동으로 인해 도호쿠 지방 및 간토 지방에서 홀 천장이 붕괴되거나 건물이 일부 손상, 붕괴되는 피해가 있었다.
- 도쿄도 지요다구의 구단회관에서 천장이 일부 붕괴되어 2명이 사망하고 26명이 부상을 입는 사고가 일어났다.[15] 구단회관을 운용하는 일본유족회는 이 사고로 구단회관을 폐쇄하고 건물을 국가에 반환하기로 결정하였다.[16] 이 사건으로 회관 관리자 자격인 유족회가 희생자 유족들에게 업무상 과실치사죄로 제소당했다.
- 가나가와현 가와사키시에 있는 무자 가와사키 심포니 홀(2004년 준공)의 천장이 붕괴되어 2013년 3월 31일까지 일시 폐관되었다.
- 지바현 후나바시시에 있는 후나바시시 도서관이 지진 피해를 입어 재개관이 어렵다고 판단해 일시 장기 휴관 하였으며 일부 서비스는 인근 시설에서 취급하였다.[17]
- 지바현 지바시 이나게구에 있는 지바현 종합스포츠센터 내 지바현 야구장 일부에서 외벽과 내장재가 벽에 떨어져 나가 쏟아져 출입금지되었다. 7월 24일에는 사용 제한이 해제되었으나 제93회 전국 고등학교 야구 선수권 대회 예선전에 차질이 빚어졌다.
- 이바라키현 미토시의 이바라키 현립 도서관에서는 건물 천장이나 벽면 붕괴, 장서 중 약 80%가 쏟아져 내리는 피해를 입었다. 시설 수리, 장서 정리 및 복원에 약 반년이 소요되어 9월 10일 재개장하였다.[18]
- 사이타마현 가와구치시의 가와구치 시민회관이 지진의 영향으로 안전 문제가 발생해 일시 폐쇄되었으며 2016년 3월 31일 완전 폐지되었다.[19]

### 학교
지진이 일어난 시기는 교육과정상 연말 종업식이나 졸업식에 해당하는 시기로 교육에 큰 차질은 없었지만 지진 피해로 학교 원래 건물에서 다음 년도를 맞이하지 못한 학교가 많았다. 아래는 피해를 입은 주요 학교 목록이다.
이와테현
- 이와테 현립 다카다 고등학교 - 쓰나미를 맞아 학교 건물이 완전히 파괴되어 이와테 현립 오후나토히가시 고등학교로 전부 전학하여 새학기를 시작했다.

미야기현
- 이시노마키 시립 오카와 소학교 - 쓰나미를 맞아 학교 건물이 완전히 파괴되었으며 대피 중인 아동 74명, 교직원 10명이 사망하거나 실종되었다. 쓰나미를 피해 생존한 아동 22명은 이시노마키 시립 이이노가와 제1소학교로 전학하여 새학기를 시작했다.

도치기현
- 나스코겐카이조우 중학교·고등학교 - 학교 건물이 피해를 입어 도쿄도 내 임시 건물로 이전하여 수업을 진행했다. 이후 학생 모집 자체를 중단하였고 2017년 3월 폐교하였다.[20]

이바라키현
- 이바라키 현립 미토 제2고등학교 - 2호관 체육관이 지진 피해를 입어 2호관은 재건축하였고 체육관은 내진 공사를 하였다.

사이타마현
- 사이타마 시립 사카에 소학교 - 학교 건물이 50cm 정도 침하되어 건물이 일시 폐쇄되었다. 가건물을 건설한 후 침하된 본건물은 해체하였으며 2012년 새 건물을 준공해 2014년 완공하였다.

지바현
- 지바현 현립 우라야스미나미 고등학교 - 액상화현상 피해를 입었으며 복구를 위해 구 지바현 현립 후나바시아사히 고등학교 건물로 일시 이전해 새 학기를 시작했다.

### 병원
미야기현, 이와테현, 후쿠시마현 내의 33개 재해거점병원 중 31개 병원이 일부 손상되는 피해를 입었다. 또 지진 재해를 계기로 일본 전국적으로 병원에 대한 내진진단에 들어갔으며 노후 병원의 재건축 및 내진 공사가 시작되었다.
- 공립 시즈가와병원 - 쓰나미가 병원 건물 4층까지 덮쳐 환자 107명 중 72명이 사망하거나 실종되었으며, 병원 직원 3명도 사망하였다.
- 이시노마키 시립 오가치 병원 - 쓰나미가 병원을 덮쳐 환자 40명이 전원 사망하였으며 직원 30명 중 24명이 사망하거나 실종되었다.
- 이와테 현립 다카다 병원 - 환자와 의사 20명이 사망하였다.
- 후타바 병원 - 인접한 양로원 포함 총 50명이 사망하였다.

### 박물관
- 미야기현 게이초 사절단선 박물관은 쓰나미를 직격당한 도그동 전시실 등이 완전히 파괴되었으며 복원선 상주앙바우티스타도 일부 손상을 입었다.
- 미야기현 이시노마키시에 있는 만화·아니메 박물관 이시노모리 만화관은 하구 근처 하중도에 있어 지진과 큰 쓰나미로 피해를 입었으며 박물관과 JR 이시노마키역을 잇는 "이시노마키 만화 거리"도 쓰나미 피해를 입었다.[21]
- 지바현 지바시 이나게 해변 공원에 있는 지바시 꽃의 미술관은 액상화현상으로 앞마당 및 통로가 침하되는 피해가 일어나 일시 폐관되었으나[22] 9월 16일 일부 구역을 제외한 미술관 지역을 재개관하였다.[23]

## 상업 시설

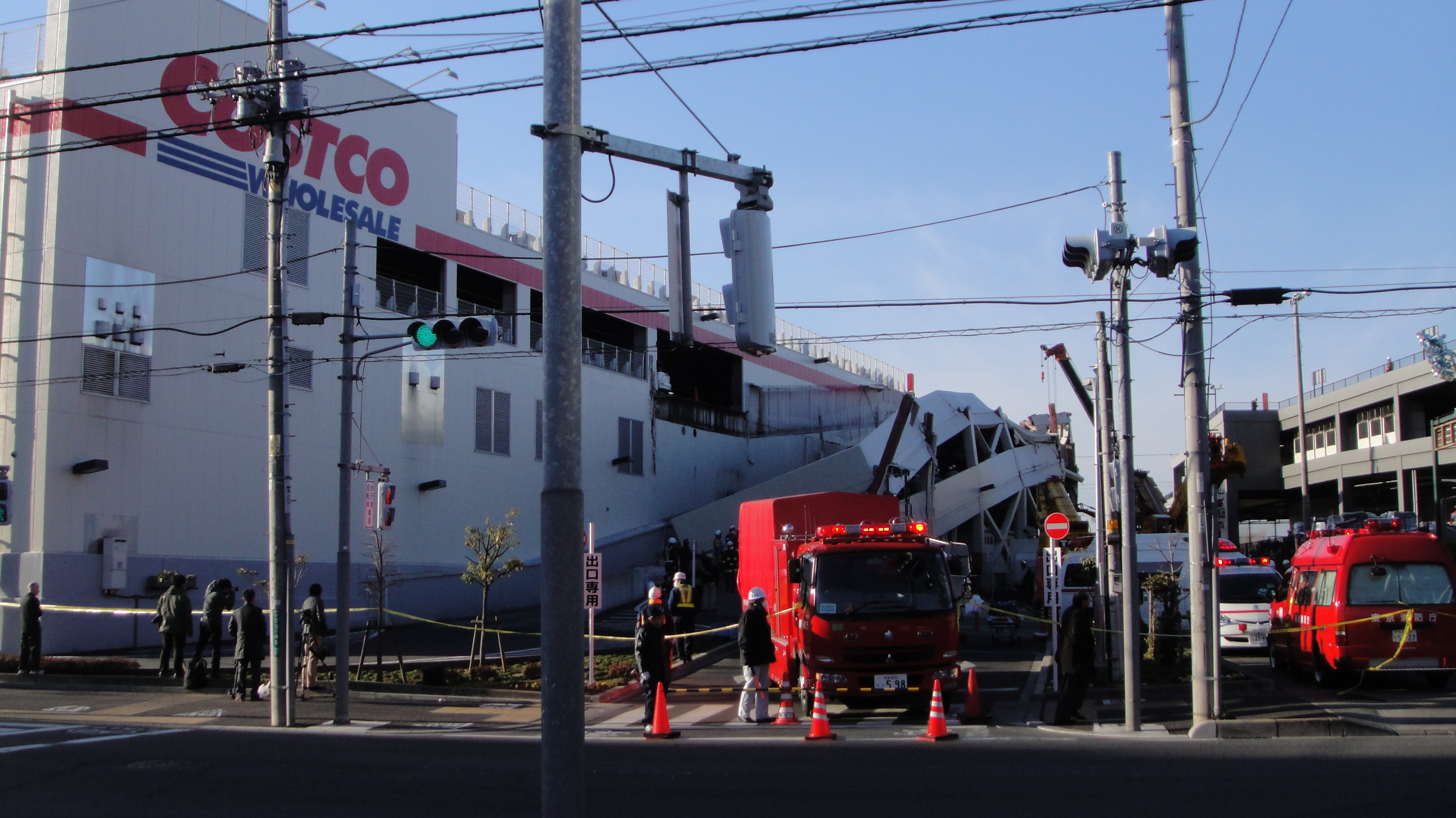
지진으로 천장이 무너진 코스트코 다마사카이 창고점

상업 시설 건축물의 피해는 각 기초자치단체나 각 기업 단위 이상으로 집계된 자료가 없어 정확한 피해 규모를 알 수는 없다. 정부 발표에서는 2011년 7월 14일 일본 내각부가 "재해 지역에 있는 종합 마트의 약 3할, 편의점 점포의 약 4할 이상"이 지진 재해로 영업이 정지되었다고 발표했다.
각각의 상업 시설 피해 현황은 아래와 같다.

### 마트, 쇼핑센터, 백화점
| 소재지         | 점포명                            | 영업재개일     | 피해 상황                              |
| -------------- | --------------------------------- | -------------- | -------------------------------------- |
| 오후나토시     | 미나미산리쿠 쇼핑센터 산리아      | 4월 1일        | 외벽 및 천장이 붕괴                    |
| 이치노세키시   | 이온 이치노세키점                 | 3월 21일       | 외벽 및 천장이 붕괴, 간판탑이 기울어짐 |
| 리쿠젠타카타시 | 리아스코스트 쇼핑센터 리플        | -              | 완전 파괴, 유실                        |
| 오쓰치정       | 시사이드 타운 마스트              | 12월 22일      | 침수 및 화재                           |
| 센다이시       | 미쓰이 아울렛 파크 센다이항점     | 6월 25일       | 1층 부분 침수                          |
| 센다이시       | 카인즈몰 센다이항점               | 4월 8일        | 침수                                   |
| 센다이시       | 라라가든 나가마치                 | 4월 8일        | 입체 주차장 붕괴                       |
| 센다이시       | 이온 타운 센다이 이즈미오사와점   | 3월 13일       | 에스컬레이터 붕괴                      |
| 센다이시       | 센다이 이즈미 프리미엄 아울렛     | 6월 17일       | 전기 및 공조 설비 피해                 |
| 센다이시       | 셀바                              | 4월 13일       | 내장재 피해                            |
| 센다이시       | 사쿠라노 백화점 센다이점          | 4월 5일        | 고층 외벽 붕괴                         |
| 이시노마키시   | 이온 몰 이시노마키점              | 3월 31일       | 피난민들이 매장 점거                   |
| 시오가마시     | 이온 타운 시오가마점              | 6월 25일       | 1층 부분 침수                          |
| 게센누마시     | 이온 게센누마점                   | 4월 1일        | 1층 부분 침수                          |
| 다가조시       | 이온 다가조점                     | 8월 10일       | 1층 부분 침수                          |
| 리후정         | 이온 몰 리후점                    | 3월 15일       | 천장 붕괴, 쇼핑객 일부 사망            |
| 고리야마시     | 더 몰 고리야마점                  | 4월 15일       | 천장 붕괴, 스프링클러 오작동으로 침수  |
| 고리야마시     | Ati 고리야마점                    | 9월 22일       | 건물 손상                              |
| 고리야마시     | 쇼핑몰 페스타                     | 3월 13일       | 에스컬레이터 붕괴                      |
| 이와키시       | 가시마 쇼핑센터 에브리아          | 3월 26일       | 스프링클러 오작동으로 침수             |
| 이와키시       | MEGA 돈 키호테 라파크 이와키점    | 4월 11일       | 원전 30km 이내 대피지역                |
| 도미오카정     | 톰톰                              | -              | 원전 사고 경계구역                     |
| 나미에정       | 선 플라자                         | -              | 원전 사고 경계구역                     |
| 오쿠마정       | 슈퍼센터 PLANT 4오쿠마점          | -              | 원전 사고 경계구역                     |
| 오아라이정     | 오아라이 시사이드 스테이션        | 7월 16일       | 1층 부분 침수                          |
| 미토시         | 마루이 미토점                     | 4월 15일       | 설비 손상                              |
| 이나시키시     | 파르나                            | 2012년 8월 3일 | 액상화 현상으로 인한 사용 불가         |
| 가시와시       | 마루이 가시와점(현 가시와 마루이) | 4월 1일        | 설비 손상                              |
| 마치다시       | 코스트코 다마사카이 창고점        | 2월 24일       | 주차장 지붕 붕괴, 사망자 발생          |

### 슈퍼마켓
| 체인명           | 피해 점포 수 | 재개업 불가 점포 수                            | 원전 사고 지역 내 점포 수                        |
| ---------------- | ------------ | ---------------------------------------------- | ------------------------------------------------ |
| 요크 베니마루    | 약 100여곳   | 3곳 (미나토카즈마, 나카우라, 사사타니)         | 5곳 (도미오카, 오쿠마, 요루노, 나마에, 하라마치) |
| 맥스밸류 (더 빅) | 78곳         | -                                              | -                                                |
| 세이유           | 24곳         | 1곳 (다카조사쿠라기)                           | -                                                |
| 생활협동조합     | 62곳         | 2곳 (유리아게, 아이토피아)                     | -                                                |
| 벨조이스         | 4곳          | 2곳 (야마다, 미타케)                           | -                                                |
| 마이야           | 6곳          | 6곳 (본점, 주오, 아야리, 다카다, 리플, 오쓰치) | -                                                |
| 우지에 슈퍼      | 7곳          | 1곳 (시즈카와역앞)                             | -                                                |
| 야마자와         | 6곳          | -                                              | -                                                |
| 프레스코키쿠치   | 5곳          | -                                              | 1곳 (오키도)                                     |
| 비번 스토어      | 2곳          | 1곳 (역앞)                                     | -                                                |

### 편의점
| 체인명      | 피해 점포 수 | 재개업 불가 점포 수 | 원전 사고 지역 내 점포 수 |
| ----------- | ------------ | ------------------- | ------------------------- |
| 세븐일레븐  | 약 600여곳   | 약 20곳             | 16곳                      |
| 로손        | 387곳        | 20곳                | 8곳                       |
| 훼미리마트  | 약 300여곳   | -                   | 8곳                       |
| 서클K생크스 | 약 200여곳   | 10곳                | -                         |
| 미니스톱    | 160곳        | 2곳                 | 3곳                       |

### 기타 소매 체인점
| 체인명          | 피해 점포 수 | 재개업 불가 점포 수                                        | 원전 사고 지역 내 점포 수                              |
| --------------- | ------------ | ---------------------------------------------------------- | ------------------------------------------------------ |
| 패스트 리테일링 | 174곳        | -                                                          | -                                                      |
| DCM 홀딩스      | 28곳         | -                                                          | -                                                      |
| 가인즈          | 16곳         | -                                                          | -                                                      |
| 고메리          | 16곳         | 5곳 (리쿠젠타카타, 가라구와, 시쓰카와, 야마모토, 마루모리) | 6곳 (나미에, 도미오카, 후타바, 나하라, 이아테, 오다카) |
| 야마다 전기     | 54곳         | -                                                          | -                                                      |
| 게이즈 홀딩스   | 약 100여곳   | -                                                          | 1곳(도미오카(개정 예정 점포))                          |
| 고지마          | 56곳         | -                                                          | -                                                      |
| 니토리          | 13곳         | -                                                          | -                                                      |
| 돈 키호테       | 10곳         | -                                                          | -                                                      |

## 레저 시설
일본 동물원 수족관협회는 14개 동물원과 수족관이 지진 피해를 입었다고 발표했다. 협회 집계에 포함되지 않은 곳도 포함해 주된 피해 상황은 아래와 같다.
| 소재지           | 시설 이름                      | 영업재개일 | 피해 상황                              |
| ---------------- | ------------------------------ | ---------- | -------------------------------------- |
| 아오모리시       | 아오모리 현영 아사무시 수족관  | 3월 22일   | 정전 및 물자 부족                      |
| 오가시           | 이와테 현립 오가 수족관        | 4월 1일    | 정전 및 물자 부족                      |
| 구지시           | 모글란피아                     | 이전       | 완전 붕괴, 사육어 전멸                 |
| 게센누마시       | 리아스 샤크 뮤지엄             | -          | 완전 붕괴, 사육어 전멸                 |
| 게센누마시       | 하나마스 스테이션              | -          | 완전 붕괴, 사육어 전멸                 |
| 게센누마시       | 이와이자키 프롬나드 센터       | -          | 완전 붕괴, 사육어 전멸                 |
| 리쿠젠타카타시   | 바다와 조개 박물관             | -          | 완전 붕괴, 사육어 전멸                 |
| 야마다정         | 바다와 고래 박물관             | -          | 완전 붕괴, 사육어 전멸                 |
| 마쓰시마정       | 마린피아 마쓰시마 수족관       | 4월 23일   | 침수, 전기 설비 파괴, 사육어 일부 폐사 |
| 오아라이정       | 아쿠아 월드 오와리             | 4월 1일    | 정전, 물자 부족                        |
| 하뉴시           | 사이타마 수족관                | 4월 1일    | 전력 부족                              |
| 에도가와구       | 가사이 임해 수족원             | 4월 1일    | 전력 부족                              |
| 모리오카시       | 모리오카시 동물공원            | 4월 9일    | 정전, 물자 부족                        |
| 센다이시         | 야기야마 동물공원              | 4월 23일   | 설비 피해                              |
| 나스정           | 나스 동물왕국                  | 4월 2일    | 병설 온천의 시설 피해                  |
| 히타치시         | 히타치시 가미네 동물원         | 3월 22일   | 펭귄사 붕괴                            |
| 미야시로정       | 도부 동물공원                  | 3월 26일   | 전력 부족                              |
| 히가시마쓰시마시 | 사이타마현 어린이 동물자연공원 | 3월 26일   | 전력 부족                              |
| 다이토구         | 우에노 동물원                  | 4월 1일    | 전력 부족                              |
| 히노시           | 다마 동물공원                  | 4월 1일    | 전력 부족                              |
| 무사시노시       | 이노카시라 자연문화원          | 4월 1일    | 전력 부족                              |
| 하무라시         | 하무라시 동물공원              | 4월 1일    | 전력 부족                              |
| 아다치구         | 아다치구 생물원                | 4월 2일    | 전력 부족                              |
| 지바시           | 지바시 동물공원                | 4월 1일    | 전력 부족                              |

테마파크, 종합 레저 시설, 유원지의 주요 피해는 다음과 같다.
| 소재지     | 시설 이름                  | 영업재개일      | 피해 상황                   |
| ---------- | -------------------------- | --------------- | --------------------------- |
| 오슈시     | 도호쿠 뉴질랜드 마을       | 7월 1일         | 설비 피해                   |
| 센다이시   | 센다이 하이랜드            | 4월 27일        | 레저 시설 손상              |
| 센다이시   | 야기야마 베니랜드          | 4월 16일        | 레저 시설 손상              |
| 고리야마시 | 고리야마 컬처파크          | 4월 29일        | 소문 피해, 물자 부족        |
| 오노정     | 리카짱 캐슬                | 4월 29일        | 소문 피해, 물자 부족        |
| 다무라시   | 어린이의 나라 무시무시랜드 | 2012년 7월 14일 | 원전 사고 피난준비구역      |
| 이와키시   | 스파 리조트 하와이언즈     | 10월 1일        | 천장 붕괴, 수영장 일부 파손 |
| 히타치시   | 오쿠 히타치키라니노사토    | 5월 1일         | 시설 피해                   |
| 닛코시     | 닛코 에도마을              | 4월 18일        | 전력 부족                   |

공공홀과 마찬가지로 도호쿠 및 간토 각지의 영화관 및 복합 상영관도 천장이 붕괴되거나 건물이 크게 손상되는 피해를 입었다.
미야기현 내에서는 5월 시점에서도 복구 날짜를 잡지 못한 시설이 많았다. 간토에서는 피해가 경미한 시설들은 수리를 거쳐 대략 4월 안에는 전부 재개장하였으나 이바라키현내의 이온 시네마 하즈마점과 같은 복합 상영관이나 지바현 인자이시에 있는 시네맥스 지바 뉴타운 등의 시설은 큰 피해를 입어 복구와 재개장까지 오랜 시간이 걸릴 것으로 추정된다.

## 사적 및 문화재

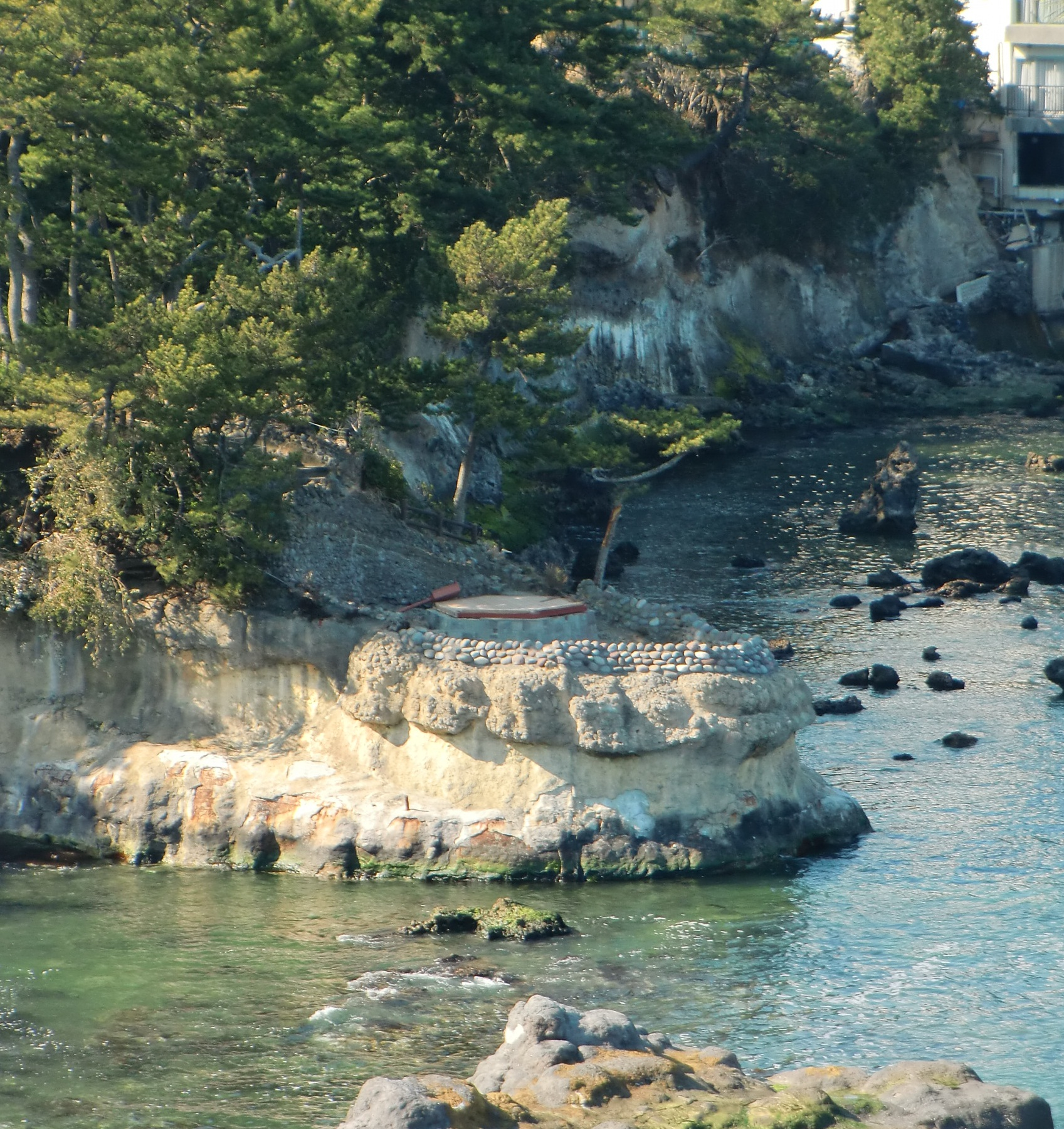
토대만 남고 완전히 소실된 육각당. (2011년 4월 6일, 이바라키현 기타이바라키시)

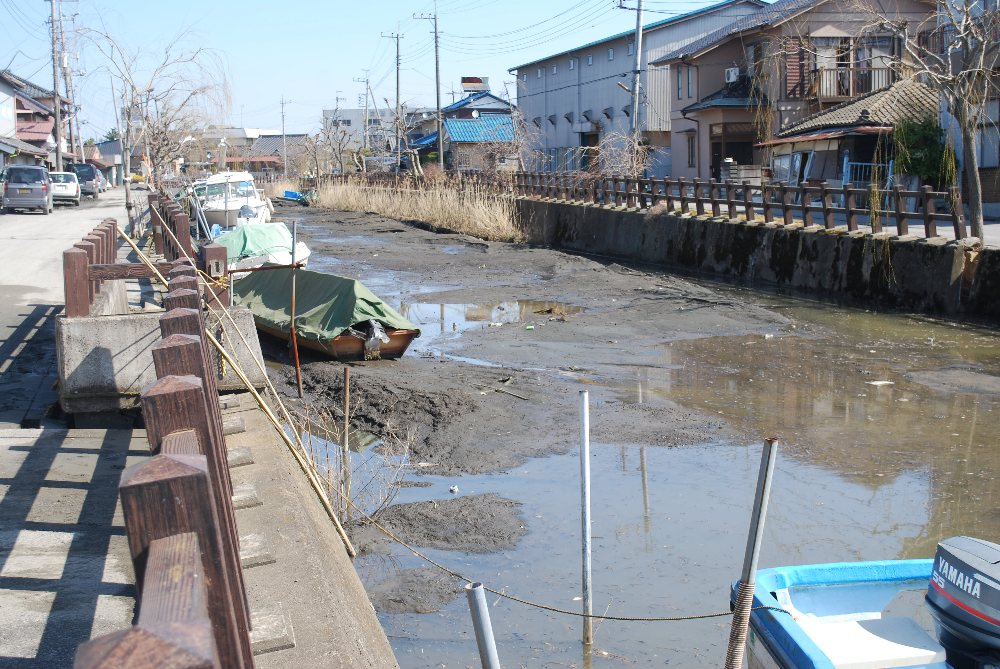
모래가 땅에서 뿜어져 나와 막혀버린 오노강.(2011년 3월 12일, 지바현 가토리시)

- 4월 6일까지 일본 문화청에 보고된 피해가 확인된 문화재는 463개이다.[67]

- 구 에도성 다야스문(도쿄도 지요다구, 성터는 특별사적, 문은 중요문화재), 미토 도쿠가와가 묘소(이바라키현 히타치오타시, 국가사적), 센다이성(미야기현 센다이시, 국사사적)의 축대가 무너지는 피해가 일어났다.[68] 센다이 도쇼궁(미야기현 센다이시, 본전 등은 중요문화재)의 석등의 80%가 붕괴되었으며 구 고도칸(이바라키현 미토시, 특별사적, 건조물 3동은 중요문화재)에서는 종루가 완전히 무너지는 피해를 입었다.

- 즈이간지(미야기현 마쓰시마정, 본당 및 고리, 복도가 국보)의 벽이 무너졌으며 오사키하치만궁(미야기현 센다이시, 본전 및 배전이 국보)는 칠벽, 옻칠 도장, 조각등이 파손되었다. 오포 해안에 있었던 오카쿠라 덴신가 휴양하던 육각당(이바라키현 기타이바라키시, 등록유형문화재)는 물가 바로 옆에 있었으나 쓰나미로 토대만 남기고 전부 쓸려갔으며[69] 2012년 4월 재건되었다. 이바라키현에 있던 오각당(쓰쿠바시 야타부, 이바라키현 지정 사적)은 벽이 무너졌다.[70]

- 윌리엄 메렐 보리스가 지은 일본 기독교단 후쿠시마 교회(후쿠시마현 후쿠시마시, 등록유형문화재)는 굴뚝이 넘어지고 벽에 균열이 생기는 피해가 일어났으나 보수를 위해 드는 비용 수억 엔의 비용을 감당하지 못해 방치하는 것도 위험하다고 판단하여 파괴하였다.[71]

- 이바라키현 미토시에 있는 가이라쿠엔에서는 여러 지점에서 지반 침하가 일어나 일시 휴원하였다. 당시에는 매화 축제가 열리는 등 관광철이었으나 매화 축제도 취소되었다.[72]

- 이바라키현 가시마시의 가시마 신궁의 오토리가 붕괴되었다. 2014년 재건하였다.

- 후쿠시마현 시리카와시의 고미네성 돌담이 붕괴하였다. 성은 2018년 재건되었다.

- 지바현 가토리시에 있는 사하라의 거리(중요전통건조물군 보존지구)에서는 이노 다다타카의 저택 등 역사적 건물의 기왓장이 떨어지고 쓰러지는 피해가 일어났으며 시내를 흐르는 오노강에도 바닥에서 모래가 뿜어져 나오는 피해를 입었다.[73]

## 과학기술 관련 시설
동일본 대지진으로 도호쿠 태평양 연안 지역이나 간토 동부 지역의 과학연구시설 및 실험시설에도 여러 피해를 입었다.
- 도호쿠 대학(미야기현 센다이시 소재)에서는 지진과 쓰나미로 학생 2명과 입학예정자 1명이  사망하였다. 농업연구과 부속시설 등 28개 동이 재건축이 필요한 위험상태가 되었으며 실험장비 7,000여대도 파손되었다.[76][77]
- 쓰쿠바 대학, 산업기술총합연구소, 고에너지가속기연구기구(전부 이바라키현 쓰쿠바시 소재), J-PARC(이바라키현 도카이촌 소재)에서는 지진으로 많은 장비가 손상되었다.[78][79][80] 또 지진 직후 일어난 정전으로 냉동고나 수분유지장치가 멈추고 유전자 샘플이나 생물류 대부분도 유지를 못하고 파괴되었다. 이후 일어난 계획정전의 영향도 받아 많은 전력을 필요로 하는 실험시설의 실험 재개가 지연되었다.[78]
- 오쓰치정에 있던 도쿄 대학 대기해양연구소 건물과 설비가 지진으로 완전 파괴되었다.[81]
- 일본 우주항공연구개발기구의 쓰쿠바 우주센터(이바라키현 쓰쿠바시 소재)에서는 국제우주정거장의 일본 실험 모듈인 키보 모듈과 우주 스테이션 보급기인 고우노토리 2호기 간 교통 관제를 할 수 없게 되어[82] 관제 업무를 일시적으로 미국 항공우주국(NASA)에게 위임하였으며[83] 3월 22일 쓰쿠바 우주센터에서 다시 관제권을 돌려받았다.[84]
- 일본 정보통신연구기구의 오타카도야마 표준전파송신소(후쿠시마현 다무라시/가와구치촌 소재)에서는 3월 11일 14시 48분 31초부터 16시 40분 12초 사이 지진 및 지진 피해 회피를 위해 정파를 실시하였다. 다음 날인 3월 12일에는 후쿠시마 제1 원자력 발전소 사고로 재해대책기본법에 따른 원전 반경 20km 이내인 대피지시구역으로 지정되어 19시 46분부터 다시 정파를 실시하였다. 이후 오류 전파를 송신하지 않게 감시하는 시설을 추가적으로 설치한 후 무인 운용을 할 수 있게 개조하여 4월 21일 13시 54분 잠정적으로 전파 송신을 시작하였으나[85][86] 4월 25일 12시 6분 낙뢰에 맞아 손상을 입었다. 이 송신소 주변은 4월 22일 이후 경계구역으로 지정되어 있으나 5월 9일 직원이 일시적으로 출입해 기기를 수리하여 같은 날 13시 8분부터 다시 잠정적으로 전파를 송신하고 있다. 다만 송신 재개 이후에도 낙뢰 발생 등 날씨 상황에 따라 피해를 막기 위해 원격으로 일시 정파하는 등의 조치를 하고 있다.
- 국립천문대의 미즈사와 VLBI 관측소(이와테현 오우슈시 소재)는 GPS 및 유럽 우주국의 갈릴레오 위성을 통한 관측으로 3월 11일 지진으로 관측소 자체가 동쪽으로 2.09 m, 남쪽으로 1.15 m(총 동남쪽으로 2.4 m) 이동하였고 0.13 m 침하했다는 것이 드러났다. 이후에도 여진으로 추가로 10% 정도 더 움직여 3월 하순까지 원 위치에서 동쪽으로 2.36 m, 남쪽으로 1.23 m 이동하였다.[87]

## 해변 및 갯벌
- 미야기현 센다이시에서는 철새도래지로 알려져 국가지정 "해빈조수보호구 특별보호지구"로 지정된 가모 갯벌이 쓰나미로 완전히 파괴되었으며 현 측에서는 복구가 불가능한 것으로 판단하고 있다.[88]
- 이바라키현 히타치나카시에 있는 국영 히타치 해빈공원에서는 수선화 철로 관광 시즌인 시점에서 큰 피해를 입었다.[89] 2011년 4월 8일까지 휴원하였으며 4월 9일서부터 부분 개원하여 4월 19일 전면 개원하였다.

- 지바현 서부 도쿄만과 맞닿은 산반세에서는 여러 이상현산이 발생했다. 후나바시시의 후나바시 산반세 해빈공원에서는 공원 곳곳이 액상화현상으로 인공해변과 공원에 큰 피해가 일어나 모든 시설을 출입 금지시켰다. 이 때문에 조개캐기 등 2011년 관광 행사 일정을 모두 취소하였다.[90]

## 치수 및 관제 시설

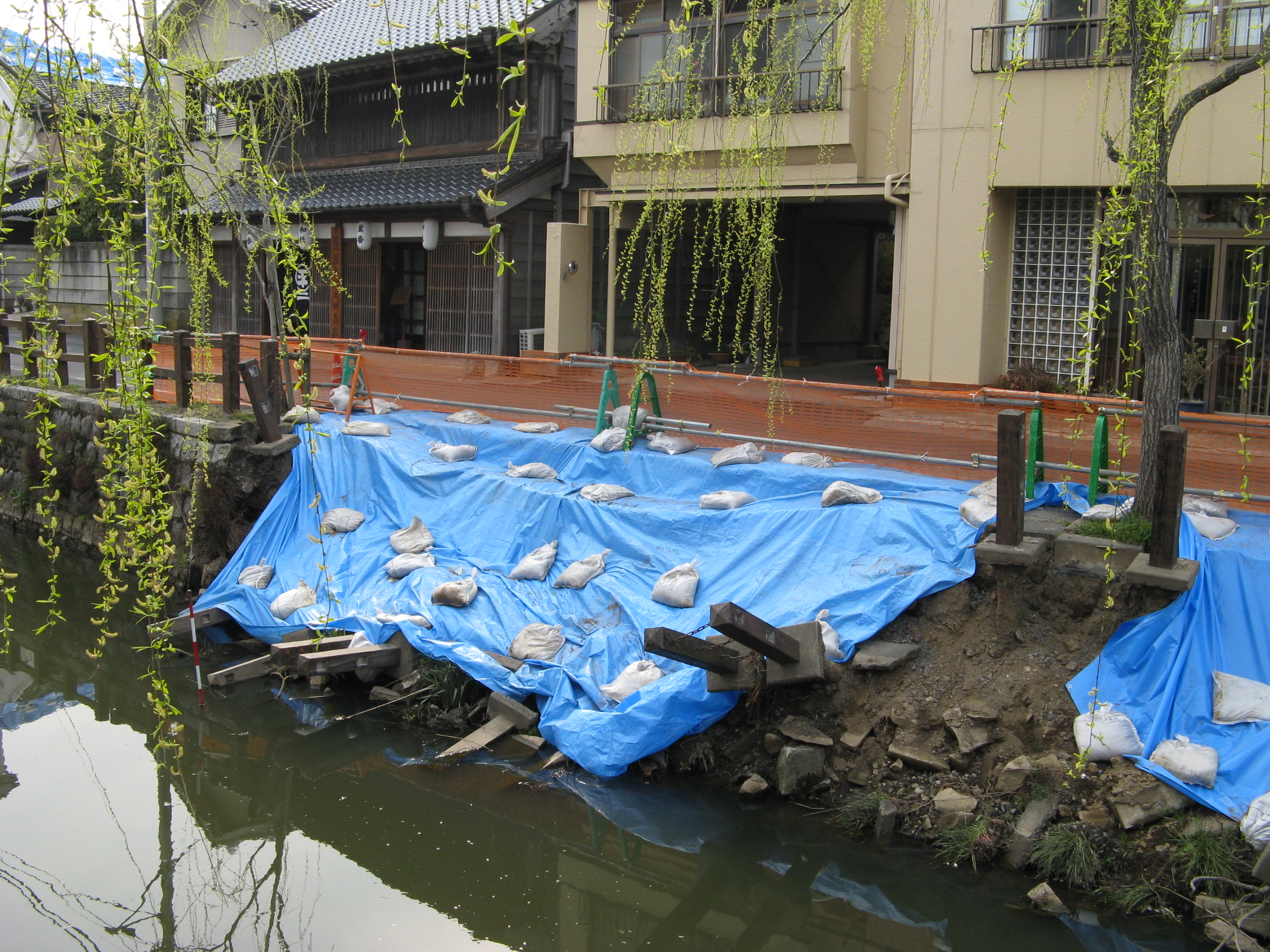
붕괴된 오노강 제방.

- 후쿠시마현 스카가와시의 후지누마댐이 붕괴되어 8명이 사망하거나 실종되었으며 저수지의 물 대부분이 방류되어 없어졌다.
- 사이타마현 삿테시의 에도강 제방이 약 200m에 걸쳐 붕괴되었다.[91]
- 이와테현 오슈시에서는 이시부치댐에 균열이 발생했다.[91]
- 지바현 우라야스시의 사카이강과 가토리시의 오노강은 제방 호안이 광범위하게 붕괴되는 피해를 입었다.

## 기타 시설

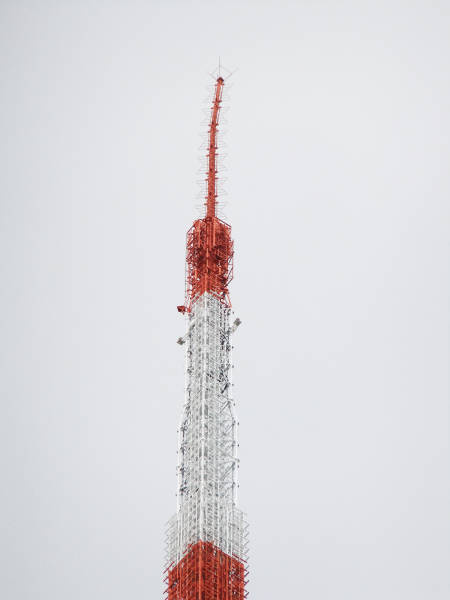
도쿄 타워의 안테나가 휘어진 모습.(2011년 3월 11일, 도쿄도 미나토구)

- 도치기현 마스코정의 주력산업인 마스코야키의 재고중 최소한 1억 엔 상당의 양이 파괴되었으며 가마 40기 중 대부분도 손상을 입어 복구가 필요한 상태가 되었다.[92] 계획 정전 스케줄이 불투명해져 가스가마 및 전기가마에서 작업하는 것도 어려워, 마을 측은 도쿄전력에게 이틀 연속 계획정전 구역으로 지정되는 것을 막아달라는 요청서를 보냈다.[93]
- 도쿄도에서는 오다이바의 텔레컴 센터와 일본 해상보안청 해양정보부 청사, 이케부쿠로를 포함한 고토구, 스미다구, 주오구, 오타구, 도시마구 등 32개 지역에서 화재가 일어났다.[94] 도쿄항의 하루미 여객선 터미널도 천장이 무너지는 등 큰 피해를 입었다.[95][96] 또한 도쿄 타워 꼭대기에 있는 일본방송협회(NHK)의 아날로그 텔레비전 방송용 안테나가 구부러지는 피해를 입었다. NHK 종합 텔레비전과 NHK 교육 텔레비전은 전파 강도를 약화시켜 송신해 일부 지역에서 아날로그 방송 전파 감도가 약해졌지만 방송 중단 사태로 이어지지는 않았고[97][98] 타워 전체적으로는 문제가 없다고 밝혔다.[99] 또한 당시 건설 중이던 도쿄 스카이트리에서는 지진으로 인한 피해나 사상자가 없는 것으로 밝혀졌다.[100]

## 같이 보기
- 가마이시시 항만 입구 방파제
- 히요리산 (센다이시)

### 주해
1. ↑  이후 조사 결과 건물과 주차장 슬로프의 구조 차이로 지진 흔들림이 일어나자 강도가 부족한 접합부에 힘이 몰려 끊어진 것이 지붕 붕괴의 원인으로 밝혀졌다. 이 사건으로 설계를 담당한 건축사 및 감리를 맡은 건축설계사무소가 부실공사로 인한 업무상 과실치사상 혐의로 송치되었다.[41]
2. ↑  이후 운영하고 있던 영화사 닛카쓰와 업무 제휴를 하고 있던 도쿄 테아트루 2개 회사가 경영권을 내려놓았다. 같은 해 7월에는 US시네마를 경영하고 있는 지바 흥행 주식회사에 사업이 양도되어 "시네맥스 지바 뉴타운"이라는 이름으로 재개되었다. 이후 2015년 "US 시네마 지바 뉴타운"으로 개칭하였다.